# Escut de Sant Miquel de Campmajor
L'escut oficial de Sant Miquel de Campmajor té el següent blasonament:
Escut caironat: de sinople, una balança d'or acompanyada al peu d'una margarida d'argent botonada d'or. Per timbre, una corona de poble.

## Història
Va ser aprovat el 13 de novembre del 2003 i publicat al DOGC el 3 de desembre del mateix any amb el número 4023. Es va publicar una correcció d'errada el 7 de juliol del 2005 al DOGC número 4421.
Les balances són l'atribut de sant Miquel, patró del poble, mentre que la margarida sobre camp de sinople és un senyal parlant que fa al·lusió al "camp" del topònim.